# Patrick Söderlund
Robert Patrick Söderlund, född 27 september 1973 i Vantörs församling i Stockholm, är en svensk datorspelsutvecklare, spelentreprenör och volleybollspelare.
Söderlund är uppvuxen i Täby i Stockholms län och har en idrottskarriär bakom sig som volleybollspelare i Sollentuna VK med 13 landskamper med Sveriges landslag.
Efter en kortare tid som exekutiv producent på Strix Television och som medgrundare av datormedia- och datorspelsutvecklande bolagen O2 och Refraction Games under senare halvan av 1990-talet, blev han 2000–2006 vd för Digital Illusions CE (Dice). Då den amerikanska koncernen Electronic Arts 2006 köpte upp Dice kvarstod Söderlund som dess chef. Han var sedan fram till 2018 verksam på olika chefsposter inom Electronic Arts (EA), däribland chef för EA Sports 2013–2016 och ansvarade bland annat för globala spelserier som Fifa, Need for Speed, Battlefield och Medal of Honor. 
2018 lämnade Söderlund Electronic Arts för att starta och leda det egna spelutvecklingsbolaget Embark Studios i Stockholm, med inriktning på att utveckla nya tekniker och produktionsformer med bland annat ny sorts användning av fotogrammetri.